# Orbexilum
Orbexilum, biljni rod iz porodice mahunarki raširen po središnjim i istočnim dijelovima Sjedinjenih Država i dijelovima Meksika. Pripadaju mu 11 vrsta

## Vrste
1. Orbexilum chiapasanum B.L.Turner
2. Orbexilum lupinellus (Michx.) Isely
3. Orbexilum macrophyllum (Rowlee) Rydb.
4. Orbexilum melanocarpum (Benth. ex Hemsl.) Rydb.
5. Orbexilum oliganthum (Brandegee) B.L.Turner
6. Orbexilum onobrychis (Nutt.) Rydb.
7. Orbexilum pedunculatum (Mill.) Rydb.
8. Orbexilum psoralioides (Walter) Vincent
9. Orbexilum simplex (Nutt.) Rydb.
10. Orbexilum stipulatum (Torr. & A.Gray) Rydb.
11. Orbexilum virgatum (Nutt.) Rydb.

## Sinonimi
- Rhytidomene Rydb.